# Thor Henning

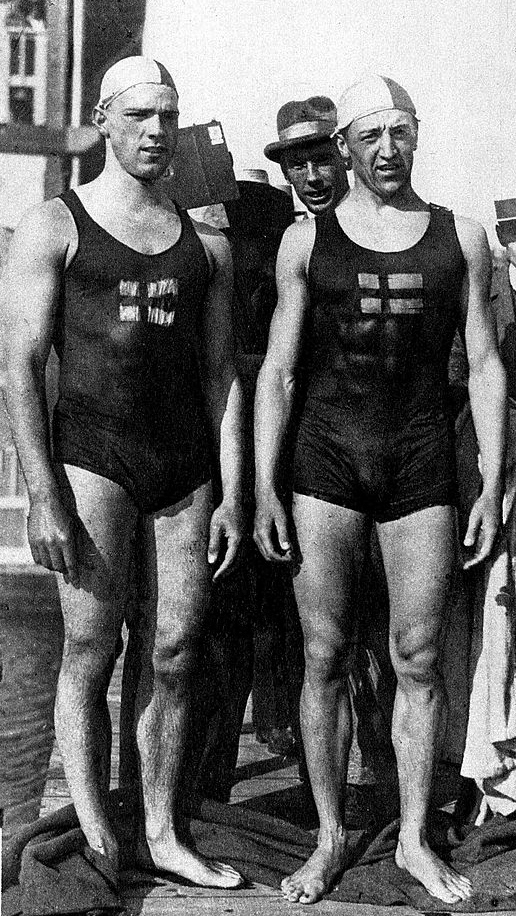
Håkan Malmrot (höger) och Thor Henning (vänster) efter dubbelsegern i bröstsim i OS 1920 i Antwerpen.

Thor Bernhard Henning, född 13 september 1894 i Stockholm, död 7 oktober 1967, var en svensk simmare och OS-silvermedaljör. Han var bror till skådespelaren Uno Henning.
Thor Henning var son till bagerifabrikören Karl Bernhard Henning. Han var 1910–1920 en av Sveriges främsta simmare och tillhörde världseliten som bröstsimmare. Vid Olympiska spelen i Stockholm 1912 blev han silvermedaljör på 400 meter bröstsim och vid OS 1920 i Antwerpen blev han trots sjukdom silvermedaljör på både 200 och 400 meter. Henning satte redan 1911 världsrekord i Stockholm på 400 meter bröstsim, och under tiden 1911–1921 innehade han samtliga svenska bröstsimrekord. Han vann under samma period 21 svenska mästerskap i bröstsim, frisim och livräddning. Han arbetade senare som disponent vid Norra bageri AB i Stockholm.